# 横山正 (芸能史研究者)
横山 正（よこやま ただし、1913年2月27日 - 1989年11月29日）は、日本の芸能・演劇史研究者。
広島県福山市生まれ。1938年九州帝国大学文学部国文科卒、1944年京都帝国大学大学院退学。大阪学芸大学助教授、大阪教育大学教授。1962年「近世的性格に焦点をおいた浄瑠璃の史的研究」で大阪大学文学博士。78年定年退官、名誉教授。

## 著書
- 『浄瑠璃操芝居の研究 浄瑠璃における近世的性格を中心として』風間書房 1963
- 『近世演劇論叢』清文堂出版 1976
- 『近世演劇 研究と資料』桜楓社 1981
- 『近世演劇攷』和泉書院 1987

### 校注・編
- 『日本古典文学全集 浄瑠璃集』校注・訳 小学館 1971
- 『日本庶民文化史料集成 第7巻 人形浄瑠璃』共責任編集:角田一郎 三一書房 1975